# Más allá de la luna
Más allá de la luna es una película musical animada de fantasía del año 2020 dirigida por Glen Keane y codirigida por John Kahrs, con guion de Audrey Wells y contribuciones de Alice Wu y Jennifer Yee McDevitt. La película fue producida por Pearl Studio y Netflix Animation, y animada por Sony Pictures Imageworks. Los papeles principales los doblan Cathy Ang, Phillipa Soo, Ken Jeong, John Cho, Ruthie Ann Miles, Margaret Cho y Sandra Oh en la versión original, y Sandra Carvajal, Silvia Sarmentera, Lourdes Zamalloa, Juan Alfonso Arenas, Rafa Domínguez, Samuel Navarro, Juan Antonio Soler, Margot Lago, María Caneda, Lourdes Montes y Catherina Martínez en la versión española. La trama sigue a una niña inteligente, decidida y enamorada de la ciencia llamada Fei Fei que construye un cohete para viajar a la Luna y demostrar la existencia de una diosa legendaria Chang'e.
Más allá de la luna se proyectó por primera vez en el Festival de cine de Montclair el 17 de octubre de 2020, antes de su estreno en Netflix y algunos cines el 23 de octubre. La película recaudó 860.000 dólares en todo el mundo, y obtuvo nominaciones al Globo de Oro a la mejor película de animación y a la mejor película de animación en la 93.ª edición de los Óscar. Es la última película en la que trabajó Wells antes de fallecer, y fue dedicada a ella póstumamente.

## Argumento
Los padres de una niña llamada Fei Fei le cuentan la leyenda de la diosa de la Luna Chang'e. Esta tomó un elixir de la vida, lo que la convirtió en una diosa, y ascendió a la Luna sin su amante Houyi, a quien está esperando. Fei Fei y su familia preparan pasteles de luna para todo su pueblo en preparación para el Festival de la Luna. Sin embargo, la madre de Fei Fei enferma, y le da a su hija una coneja blanca llamada Bungee antes de fallecer.
Fei Fei, que todavía cree en Chang'e cuatro años después, se enfada cuando se entera de que su padre se va a casar con la Señora Zhong, y no soporta a su nuevo hermanastro Chin y su rana mascota Croak. La familia de Fei Fei les visita para celebrar el Festival de la Luna y ella, acordándose de su madre, decide construir un cohete para viajar a la luna y demostrar que Chang'e es real. Para ello diseña un cohete parecido a un farolillo chino con forma de conejo propulsado por fuegos artificiales. Parece que su plan va a funcionar, pero Chin se había colado en el cohete y, con el peso de ambos, el cohete cae en picado. De repente, un rayo de energía mágica detiene el cohete y lo transporta a la Luna. Se estrellan después de ser "atacados" por dos perros de Fu, quienes luego los rescatan y los llevan a Lunaria.
Se les presenta a Chang'e y sus bailarinas, las Lunettes. Chang'e le dice a Fei Fei que debe entregarle un regalo para devolverle a Houyi. Fei Fei se hace una foto con Chang'e para demostrar que esta existe, pero Chang'e se la quita y exige su regalo. Fei Fei no sabe de qué está hablando, y Chang'e, frustrada, anuncia una competición para encontrar su regalo antes de que caiga el último grano de polvo lunar de su reloj de arena. Fei Fei se enfada con Chin y lo abandona, y las Biker Chicks lo llevan al lugar del alunizaje. Chin ve la foto en manos de algunos sirvientes de Chang'e y es capturado por la diosa, quien le exige que le diga dónde está su regalo. Chang'e reta a Chin a una partida de ping pong que gana Chin, lo que hace enfadar a Chang'e. Chang'e llora desesperada porque nunca volverá a ver a Houyi. Chang'e encierra a Chin, y, mientras tanto, Bungee sigue al Conejo de Jade al sitio donde trabaja. Mientras tanto, Fei Fei y las Biker Chicks se dirigen al lugar del accidente de su cohete, donde se conoce a un lunariano exiliado llamado Gobi, un pangolin espacial. Fei Fei encuentra su muñeca de Chang'e, y piensa que es el regalo que quiere la diosa, pero las Biker Chicks se la quitan y huyen con ella.
Fei Fei y Gobi se dirigen a Lunaria cabalgando sobre los lomos de sapos gigantes, donde Gobi revela que Chang'e lo exilió por cantar una canción sobre pasar página. Fei Fei y Gobi alcanzan a las Biker Chicks, pero la muñeca se rompe mientras pelean por ella. Después de esto, Fei Fei come pasteles de luna para consolarse y encuentra un fragmento de jade, el cual se da cuenta de que es el regalo que busca Chang'e. Ambos regresan al palacio de Lunaria, se reúnen con Chin y Bungee y le presentan el regalo a Chang'e, que, con la otra mitad, forma un círculo de jade. Gracias a esto, Chang'e y Houyi se pueden ver de nuevo por unos momentos, en los que Houyi le dice a Chang'e antes de desaparecer que siga adelante. Chang'e se niega a aceptar sus palabras y cae en un estado de depresión, lo que hace que toda la luz de Lunaria se apague.
Fei Fei intenta acercarse a Chang'e, pero en el momento en que entra en la burbuja de tristeza de la diosa, también se deprime debido a una visión de su madre. Al darse cuenta de que ambas deben superar el duelo, Chang'e y Fei Fei se animan mutuamente a encontrar el amor a su alrededor. Esto permite a ambas aceptar la muerte de sus seres queridos, lo que restaura la luz en Lunaria.
Chang'e le da las gracias a Fei Fei y permite que ella y Chin regresen a casa, aunque Bungee se queda en la Luna con el conejo de jade, y anula el destierro de Gobi. Fei Fei, Chin y Croak se despiden de los lunarianos y regresan a casa, donde Fei Fei acepta el matrimonio de su padre con la señora Zhong y convertirse en la hermana de Chin. Se muestran al final imágenes de un año después, en las que Fei Fei vive feliz con su nueva familia y continúa mirando hacia la Luna, observando cómo las grullas vuelan hacia ella de noche.

## Doblaje
- Sandra Carvajal da su voz a Fei Fei, la protagonista, una niña de 13 años que se aferra a la historia de Chang'e desde la muerte de su madre.
- Samuel Navarro es Chin, el hijo de 8 años de la señora Zhong, que también es el hermanastro de Fei Fei.
- Silvia Sarmentera interpreta a Chang'e, la mítica diosa de la Luna que anhela volver a estar con su verdadero amor, Houyi. El vestuario de Chang'e fue creado por la diseñadora de moda china de alta costura Guo Pei.[2] Lourdes Zamalloa interpreta las canciones de Chang'e.
- Juan Alfonso Arenas es Gobi, un pangolín lunariano y exconsejero de Chang'e que fue exiliado hace mil años.
- Juan Antonio Soler es el padre de Fei Fei. Su voz en las canciones es la de Carlos Báez.
- Margot Lago es la difunta madre de Fei Fei. Su voz en las canciones la pone María Caneda
- Catherina Martínez es la señora Zhong, la nueva mujer del padre de Fei Fei.
- Lourdes Montes es la tía Ling, una de las tías de Fei Fei.
- Alma Naranjo es la tía Mei, otra de las tías de Fei Fei.
- César Martín es el tío de Fei Fei.
- Mercedes Espinosa es la abuela de Fei Fei.
- Ángel Amorós es el abuelo de Fei Fei.
- Antonio Domínguez es Houyi, el amor perdido de Chang'e. Tony Menguiano le da voz para las canciones.

## Canciones
La banda sonora fue compuesta por Steven Price. Las canciones originales fueron escritas por Christopher Curtis, Marjorie Duffield y Helen Park. Además, Aitana interpretó la canción principal para promocionar la versión española de la película.

### Lista de canciones
| N.º   | Título                             | Intérprete(s) | Duración |  |
| 1.    | «Volaré»                           | Aitana Ocaña | 2:13     |  |
| 2.    | «En la luna»                       | María Caneda, Carlos Báez, Sandra Carvajal                                                                         | 1:31     |  |
| 3.    | «Pastelitos de Luna»               | María Caneda, Carlos Báez, Sandra Carvajal, Santi Aguirre, Toni Menguiano, Astrid Jones, Virginia Mos, Malia Conde | 4:19     |  |
| 4.    | «Volaré»                           | Sandra Carvajal | 3:48     |  |
| 5.    | «Volaré (bis)»                     | Sandra Carvajal | 2:01     |  |
| 6.    | «Ultraluminaria»                   | Lourdes Zamalloa, Astrid Jones, Virginia Mos, Malia Conde, Santi Aguirre, Toni Menguiano, Carlos Báez              | 3:20     |  |
| 7.    | «¡Eh, tú!»                         | Lourdes Zamalloa, Samuel Navarro, Astrid Jones, Virginia Mos, Malia Conde                                          | 1:47     |  |
| 8.    | «Eres un sol»                      | Rafa Domínguez | 2:37     |  |
| 9.    | «Siempre en mi corazón (bis)»      | Lourdes Zamalloa                                                                                                   | 2:00     |  |
| 10.   | «Amar de nuevo»                    | Lourdes Zamalloa, Toni Menguiano                                                                                   | 3:36     |  |
| 11.   | «Moon Phases»                      | | 2:12     |  |
| 12.   | «It's Good to Meet New People»     | | 3:22     |  |
| 13.   | «Family Invasion»                  | | 2:46     |  |
| 14.   | «Nighttime Conversation»           | | 1:39     |  |
| 15.   | «Science Project»                  | | 1:43     |  |
| 16.   | «Journey to Lunaria»               | | 4:51     |  |
| 17.   | «Consider Yourself Welcomed»       | | 5:23     |  |
| 18.   | «This Road is a Suicide Mission»   | | 1:38     |  |
| 19.   | «A Bonding Experience»             | | 2:55     |  |
| 20.   | «I've Lost Eveything Now»          | | 5:49     |  |
| 21.   | «The Chamber of Exquisite Sadness» | | 3:43     |  |
| 22.   | «Remember When We Said Goodbye»    | | 3:27     |  |
| 23.   | «Back Home»                        | | 5:11     |  |
| 72:00 |                                    | |          |  |

## Producción
El 26 de septiembre de 2017, Pearl Studio contrató a Audrey Wells para escribir el guion de una película basada en la idea de Janet Yang de hacer una nueva versión del mito chino tradicional. El 6 de febrero de 2018, Netflix adquirió los derechos de distribución de la película y Glen Keane fue elegido como su director. Sin embargo, Audrey Wells falleció en 2018, durante la producción de la película, por lo que el producto final está dedicado a su memoria.
La ciudad de Lunaria está inspirada en la portada del disco de Pink Floyd El lado oscuro de la luna y los cuadros de Joan Miró.
La animación estuvo a cargo de Pearl Studio y Sony Pictures Imageworks.
Steven Price es el compositor de la banda sonora de la película, y Christopher Curtis (de Chaplin: The Musical), Marjorie Duffield y Helen Park (de KPOP the Musical) se encargaron de las canciones originales.
El reparto original se anunció en junio de 2020.

## Lanzamiento
Más allá de la luna se estrenó en cines selectos y en Netflix el 23 de octubre de 2020. La película se proyectó en el Festival de Cine de Montclair el 17 de octubre a modo de preestreno. Un día antes del lanzamiento, el 22 de octubre, salió a la venta un libro escrito por el historiador de la animación Leonard Maltin sobre la producción de la película titulado Over the Moon: Illuminating the Journey. En enero de 2021, Netflix informó de que la película había acumulado 43 millones de visualizaciones.

## Recepción
Un 81% de las críticas en Rotten Tomatoes son positivas, con una nota promedio de 6,9 sobre 10. En Metacritic, utilizando las opiniones de 22 críticos, le dio una nota media de 60/100. Adrián Carnade, de Cinemanía, dijo sobre ella que "Brilla con especial fuerza siempre que reside sobre los hombros de su protagonista (...) Un pequeño cuento contemporáneo cuya honestidad es su mayor baza." y la calificó con tres estrellas y media sobre 5.

### Premios
| Premio                               | Fecha de entrega      | Categoría                                               | Recipiente | Resultado |        |
| ------------------------------------ | --------------------- | ------------------------------------------------------- | --- | --------- | ------ |
| Premios Óscar                        | 25 de abril de 2021   | Mejor película de animación                             | Glen Keane | Nominada  | [ 16 ] |
| Premios Eddie                        | 17 de abril de 2021   | Mejor película de animación editada                     | Edie Ichioka | Nominada  |        |
| Premios Annie                        | 16 de abril de 2021   | Mejores efectos animados                                | Ian Farnsworth, Brian Casper, Reinhold Rittinger y Zoran Stojanoski                                                                | Nominada  | [ 17 ] |
| Premios Annie                        | 16 de abril de 2021   | Mejor doblaje en un filme animado                       | Robert G. Chiu | Nominada  | [ 17 ] |
| Premios Annie                        | 16 de abril de 2021   | Mejor dirección en un filme animado                     | Glen Keane | Nominada  | [ 17 ] |
| Premios Annie                        | 16 de abril de 2021   | Mejor música en un filme animado                        | Steven Price, Christopher Curtis, Marjorie Duffield y Helen Park                                                                   | Nominada  | [ 17 ] |
| Premios Annie                        | 16 de abril de 2021   | Mejor guion en un filme animado                         | Audrey Wells | Nominada  | [ 17 ] |
| Premios Annie                        | 16 de abril de 2021   | Mejor historia en un filme animado                      | Glen Keane | Nominada  | [ 17 ] |
| Premios Globos de Oro                | 28 de febrero de 2021 | Mejor película animada                                  | Glen Keane | Nominada  |        |
| Critics' Choice Super Awards         | 10 de enero de 2021   | Mejor película animada                                  | Más allá de la luna | Nominada  | [ 18 ] |
| Critics' Choice Super Awards         | 10 de enero de 2021   | Mejor actriz de voz en una película animada             | Phillipa Soo | Nominada  | [ 18 ] |
| Hollywood Music in Media Awards      | 27 de enero de 2021   | Mejor canción original de película animada              | "Rocket to the Moon" – Christopher Curtis, Marjorie Duffield y Helen Park                                                          | Nominada  | [ 19 ] |
| Golden Reel Awards                   | 16 de abril de 2021   | Mejor edición de sonido en una película animada         | Jeremy Bowker, Qianbaihui Yang, Chris Frazier, Alyssa Nevarez, Larry Oatfield, Dee Selby, Bradley Farmer, Ronni Brown y Jana Vance | Nominada  | [ 20 ] |
| Premios de la Visual Effects Society | 6 de abril de 2021    | Mejores efectos visuales en una película animada        | Glen Keane, Gennie Rim, Céline Desrumaux y David Alexander Smith                                                                   | Nominada  | [ 21 ] |
| Premios de la Visual Effects Society | 6 de abril de 2021    | Mejor personaje animado en una película animada         | Siggi Orri Thorhannesson, Hyesok Kim, Javier Solsona y Alan Chen (por Chang'e)                                                     | Nominada  | [ 21 ] |
| Premios de la Visual Effects Society | 6 de abril de 2021    | Mejores simulaciones de efectos en una película animada | Ian Farnsworth, Brian Casper, Reinhold Rittinger y Jennifer Lasrado                                                                | Nominada  | [ 21 ] |